# Vision of Love
Vision of Love is een nummer van de Amerikaanse zangeres Mariah Carey uit 1990. Het is de eerste single van haar titelloze debuutalbum.
Het nummer beschrijft, zoals de titel al doet vermoeden, Carey's visie op de liefde. Ook beschrijft ze de liefde die ze voelt voor haar toenmalige vriend. Carey had met "Vision of Love" meteen een enorme hit te pakken in Amerika. Het wist de nummer 1-positie te bemachtigen in de Amerikaanse Billboard Hot 100. In de Nederlandse Top 40 was het nummer met een 8e positie ook succesvol, terwijl het in de Vlaamse Radio 2 Top 30 de 14e positie behaalde.